# Winamp
Winamp是一個由Nullsoft公司開發的Windows與Android下的媒體播放器軟件，曾被售予美國線上，現為Radionomy旗下產品之一。Winamp支持多種媒體格式，支持面板更換，支持通過各種插件擴充功能，同時也具有最基本的播放列表和媒體庫功能。Winamp以其聲音效果、播放列表和媒體庫功能而出名。隨著MP3的共享，其知名度迅速增長，
Winamp的作者是Justin Frankel、Dmitry Boldyrev和Shiva Ayyadurai。同時播放器包含免費版和共享版等版本。
AOL於2013年11月20日宣佈將於當年12月20日起關閉Winamp的網站，並不再維護暨提供下載服務。2014年1月14日，Radionomy自AOL手中收購Winamp與網站SHOUTcast。
2024年5月16日，Radionomy旗下的Llama Group宣佈Winamp將於同年9月24日起開放原始碼，以讓更多志願者參與開發維護。

## 特性

### 支援格式
Winamp支援多種音訊格式的播放，包括MP3、MP2、MIDI、MOD、AAC、FLAC、Ogg、WAV、WMA等，並且是Windows平台下首款可以預設支援Ogg的播放軟體。另外，Winamp還支援MP3和AAC的無縫播放（即音樂文件之間無空隙播放），支援回放增益，支援音樂光碟，支援從光碟翻錄音樂和音樂燒錄到光碟。不過，標準版對燒錄速度有限制，專業版則無。
除音訊格式外，Winamp還支援播放WMV和Nullsoft Streaming Video視訊格式。對於MPEG、AVI等其它預設不支援的格式，Winamp則調用微軟的DirectShow应用程序接口進行播放。

### 媒体库
用户安装Winamp软件时，软件会检索用户系统中的媒体文件，并自动添加到媒体库当中，支持Unicode文件名和Unicode元数据。而在媒体库中如采用长方块界面，还可以更进一步的显示媒体文件的详细信息。

### 增加专辑封面和音轨标签
Winamp允許用戶取用專輯封面，並且在添加至媒體數據庫之前會通知用戶進行確認操作，自動音軌標籤功能可自動分析音頻信息，和獲取其ID2和ID3元數據。

### 播客功能支持
Winamp还可被用作RSS媒体聚合器，并提供播客功能支持。

### 便攜式媒體播放器支持
Winamp對一些便攜式媒體播放器提供擴展支持，並且包括USB存儲設備。比如同步iPod中不受保護的音樂文件。

### 媒体监视
Winamp内置媒体监视功能，方便用户浏览和标签音乐博客，并自动提供从彼处串流和下载MP3文件的功能。

### 远程控制
Winamp內置遠程控制功能，方便用戶對互聯網上其它電腦內不受保護的音樂文件進行遠程回放，可根據頻寬調整比特率，並且可由Wii、PS3、Xbox或手機進行控制。

### 插件
1998年2月，Winamp程序被重写为“通用音频播放器”（general purpose audio player），并采取插件支持构造，评论反馈良好。此后经过快速和多元化的开发，当年11月已经开发出66个插件，另外Winamp SDK可方便开发人员开发出七种不同类型的插件。包括：
- 输入：解码特殊格式；
- 输出：将数据发送至特殊文件或装置；
- 音乐可视化：提供声效图形；
- 音效：控制音频来产生特殊音效；
- 通用插件：使操作简便和产生界面特效；
- 媒体库插件：为媒体库提供额外功能；
- 便攜式媒體插件[15]。

大量插件的开发也因此增强Winamp的可定制性。

### 皮肤
Winamp的皮膚實際上是位圖文件，用以更換程序的GUI並可添加額外功能。早在1998年Winamp 2問世時，開發人員就發佈一份關於皮膚設計的文檔，邀請用戶將設計好的皮膚提交給官方網站。截至2002年7月為止已有約3000款皮膚誕生。這種皮膚設計反過來也加大Winamp本身的流行度，並且這還影響同時期的其它播放軟件，比如XMMS，它可以使用Winamp 2的面板。
Winamp 5帶有兩種類型的皮膚：Winamp 2的經典皮膚和Winamp3的現代皮膚，前者只是位圖的靜態集合，後者靈活性更高，並且帶有阿爾法通道的透明特效，腳本控制，固定位置工具欄等其它改進。

## 历史

### 早期版本
1997年4月21日，Winamp的首个版本“WinAMP 0.20a”问世。这个免费版本只有一个菜单栏界面，包含播放文件的一些基本控制按钮。播放文件可通过命令行指派或文件拖曳至Winamp图标进行，MP3的解码由免费的、非商业化的AMP解码引擎负责完成。AMP是“高级多媒体产品”（Advanced Multimedia Products）的缩写。
同年5月，0.92版本發佈，這個版本同樣是免費的。0.92版加入Windows窗口界面，同時也是經典Winamp皮膚界面的開端：暗灰色的矩形界面，配上3D特效的銀色按鈕，紅綠相間的音量調節器，綠色LED的時間顯示，綠色的音軌名、比特率和採樣率。但沒有播放進度條，並且未來將要添加波形顯示功能的位置（即時間顯示的下方）是一大片空白。在這個版本中，拖曳多個文件將把文件添加至播放列表。

### Winamp 1
1997年6月7日，Winamp 1發佈，AMP已經改為小寫。這個版本新增頻譜顯示器（在時間顯示器的下方，不過沒有波形）、音量調節器顏色漸變。在幫助菜單裡新增AMP的非商業化文檔。
1998年3月31日，1.90版本發佈，這個版本開始被設計為通用音頻播放器，並且官方網站聲明該軟件支持插件。1.90版包括MP3和MOD音頻輸入插件和一個可視化插件，18天後發布的1.91版又新增WAV、CDDA音頻插件和系統托盤區操作插件，另外，1.91版還內置一個音頻樣本，內容為「Winamp，它的確敲打著駱馬的屁股。」（Winamp, it really whips the llama's ass.）這一樣本也成為Winamp幾年內的標誌性聲音。
当年7月，Winamp各种版本的下载次数已经超过300万次。

### Winamp 2
1998年9月8日，Winamp 2正式發佈。這個版本得到廣泛的使用，並且讓Winamp成為下載次數最多的Windows軟件之一。這個新版本增加播放列表的可用性，改進均衡器的精確度，增添更多的插件，並且播放列表和均衡器亦可以使用各種皮膚面板。1999年3月，Winamp開始改用弗勞恩霍夫的MP3解碼引擎。同月24日發佈的2.10版沒有作太多更新，只是給原來的那個音頻樣本添加打擊樂和羊叫聲效。
1999年6月，美國在線以8000萬美元收購Nullsoft。同年12月，Nullsoft重新發佈官方網頁，以方便用戶訪問各個技術板塊。次年6月22日，Winamp的註冊人數超過2500萬。

### Winamp3
Winamp 2的下一个版本名叫Winamp3，如此命名表示其已经完全从Winamp 2的代码库分离出来，并且把MP3和Winamp两个单词整合到一起。2002年8月9日，Winamp3问世。该版本完全重写以前的版本，基于“Wasabi”的应用程序框架，以提高其灵活性和提供额外功能。在当时，Winamp3和Winamp 2两个系列是平行发展。
不过，不少用户反馈，Winamp3资源占用率高，稳定性不佳，并且缺乏有价值的新功能，比如播放列表中曲目时间总长度计算，另外还无法向下兼容Winamp 2的皮肤和插件，也没有提供SHOUTcast支持。
許多用戶回退到Winamp 2，因此Nullsoft繼續開發2系列，並於2003年發佈2.9版、2.91版和2.95版，其中2.95版已經附帶一些即將發佈的Winamp 5的新功能。在此期間，Wasabi框架和皮膚開發工具從Winamp3的代碼庫中分離出來。

### Winamp 5
Winamp 2系列和Winamp3系列於2003年12月合併，成為Winamp 5。Winamp 5.0基於Winamp 2的代碼庫，並且整合Winamp3的許多新特性，比如現代皮膚。Winamp 5直接跳過版本4，Nullsoft開玩笑說：「Nobody wants to see a Winamp 4 Skin」，「4 skin」和「foreskin」（包皮）是諧音詞。不過也有人取笑說：「Winamp 5太棒了，以至於連升兩級。」
Winamp支持同步便攜式媒體播放器，比如iPod，不過這一功能到5.2版本後才被加入。

### Winamp 5.5
2007年10月10日，Winamp的十週年紀念版——5.5版發佈。該版本新增專輯封面支持、大力改進的本地化支持、統一的播放器和媒體庫界面皮膚，並且停止對Windows 9x的支援。

### Winamp 5.9
2022年7月26日，Winamp 发布 5.9 Build 9999 正式版。该版本的开发环境从 Visual Studio 2008 迁移到了 Visual Studio 2019，并且成功完成重构。该版本优化了 HTTPS 协议传输的流媒体，支持了 VP8 解码和 Windows 11。最低操作系统要求提高到了 Windows 7 SP1。

## 复活节彩蛋
Winamp的各个版本包含数个彩蛋。比如：软件原作者贾斯汀·弗兰克尔（Justin Frankel）的照片，隐藏在程序的“关于”对话框中。彩蛋随版本进化而变化，并且在非官方文档中可以找到。

## 另見
- 媒體播放器列表
- 媒體播放器比較

## 外部連結
- Winamp官方網站*Winamp Blog
- （页面存档备份，存于）
- Winamp Heaven Version Archive
- Winamp easter eggs （页面存档备份，存于）